# Союз TMA-11M
Союз ТМА-11М — російський пілотований космічний корабель, запуск якого здійснений 7 листопада 2013 року до МКС. Мета місії — доставити членів екіпажу МКС-38 до Міжнародної космічної станції. TMA-11M став 120-м стартом «Союза», перший політ якого відбувся 1967 року. Корабель залишався біля МКС як запасний космічний корабель для Експедиції 39.

## Екіпаж
- (ФКА) Михайло Тюрін (3-й космічний політ) — командир екіпажу;
- (НАСА) Річард Мастраккіо (4) — бортінженер;
- (JAXA) Коїті Ваката (4) — бортінженер;

## Дублери
- (ФКА) Максим Сураєв (2-й космічний політ) — командир екіпажу;
- (НАСА) Рід Уайсмен (1) — бортінженер.
- (ЄКА) Олександр Герст (1) — бортінженер;

## Підготовка до запуску
5 листопада 2013 року ракета космічного призначення «Союз-ФГ» з транспортним пілотованим кораблем «Союз ТМА-11М» вивезена на «Гагаринський старт» і встановлена в стартову систему.

## Політ
Стартував з космодрому Байконур (1-й майданчик) 7 листопада 2013 р.
До Міжнародної космічної станції корабель причалив у той же день, витративши на зближення і стикування 6:13 хв., що трохи більше, ніж інші кораблі типу «Союз TMA», що стартували в 2013 році.
У ході польоту проведено велику кількість технічних, технологічних, геофізичних, медичних та інших експериментів.
Космонавти прийняли і розвантажили вантажний корабель «Прогрес М-21М».
Річард Мастракііо в останніх числах грудня двічі залишав борт станції і працював у відкритому космосі — разом з Майклом Хопкінсом лагодив систему охолодження на американському сегменті МКС.
14 травня 2014 о 05:58 мск корабель приземлився приблизно за 147 км на південний схід від казахського міста Джезказган.

## Цікаві факти
На транспортному пілотованому кораблі «Союз ТМА-11М» на борт МКС вирушив факел «Сочі 2014» — один з головних символів зимових Олімпійських ігор 2014 року в Сочі. Олімпійський вогонь внесений в емблему екіпажу.

## Фотогалерея

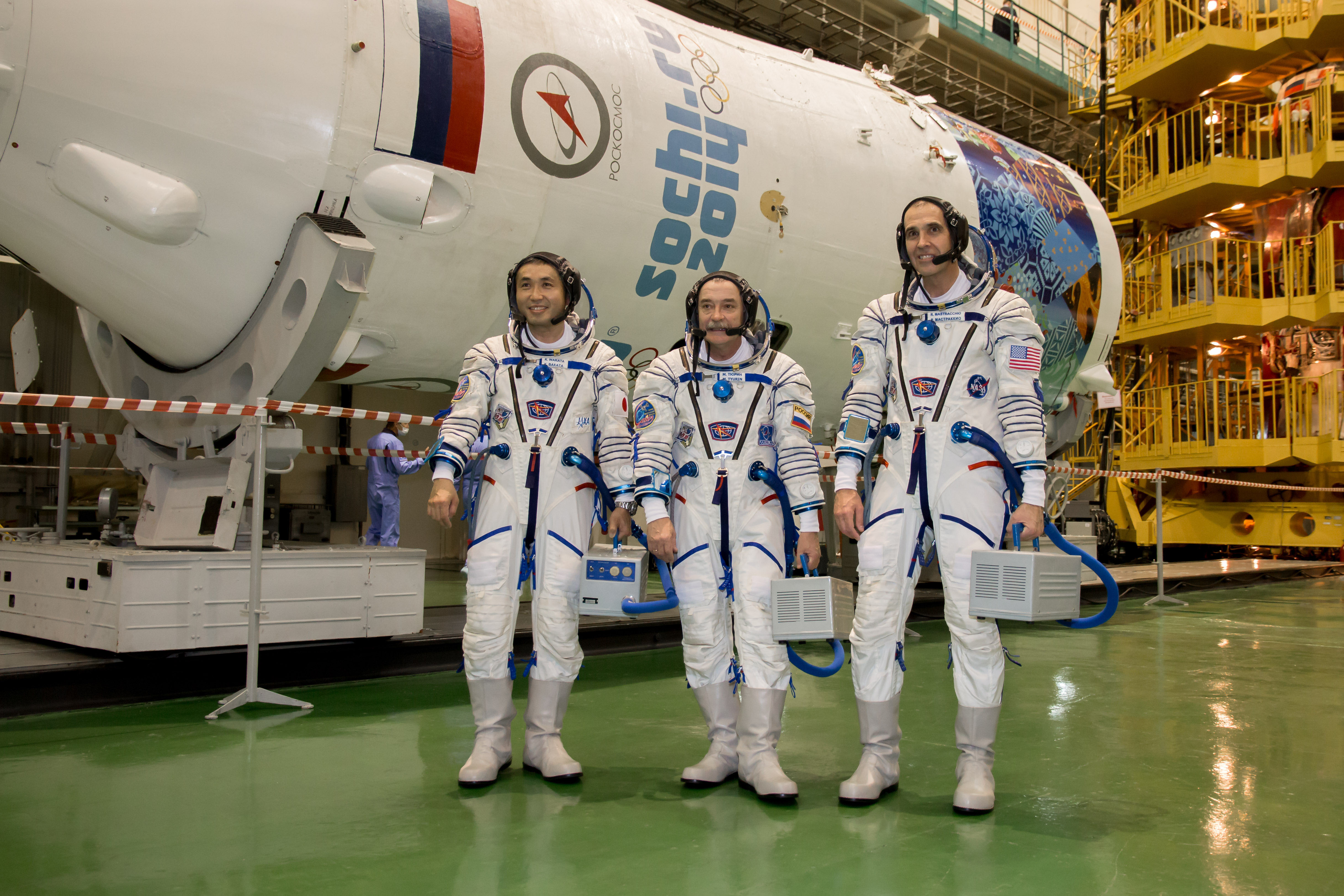
Основний екіпаж
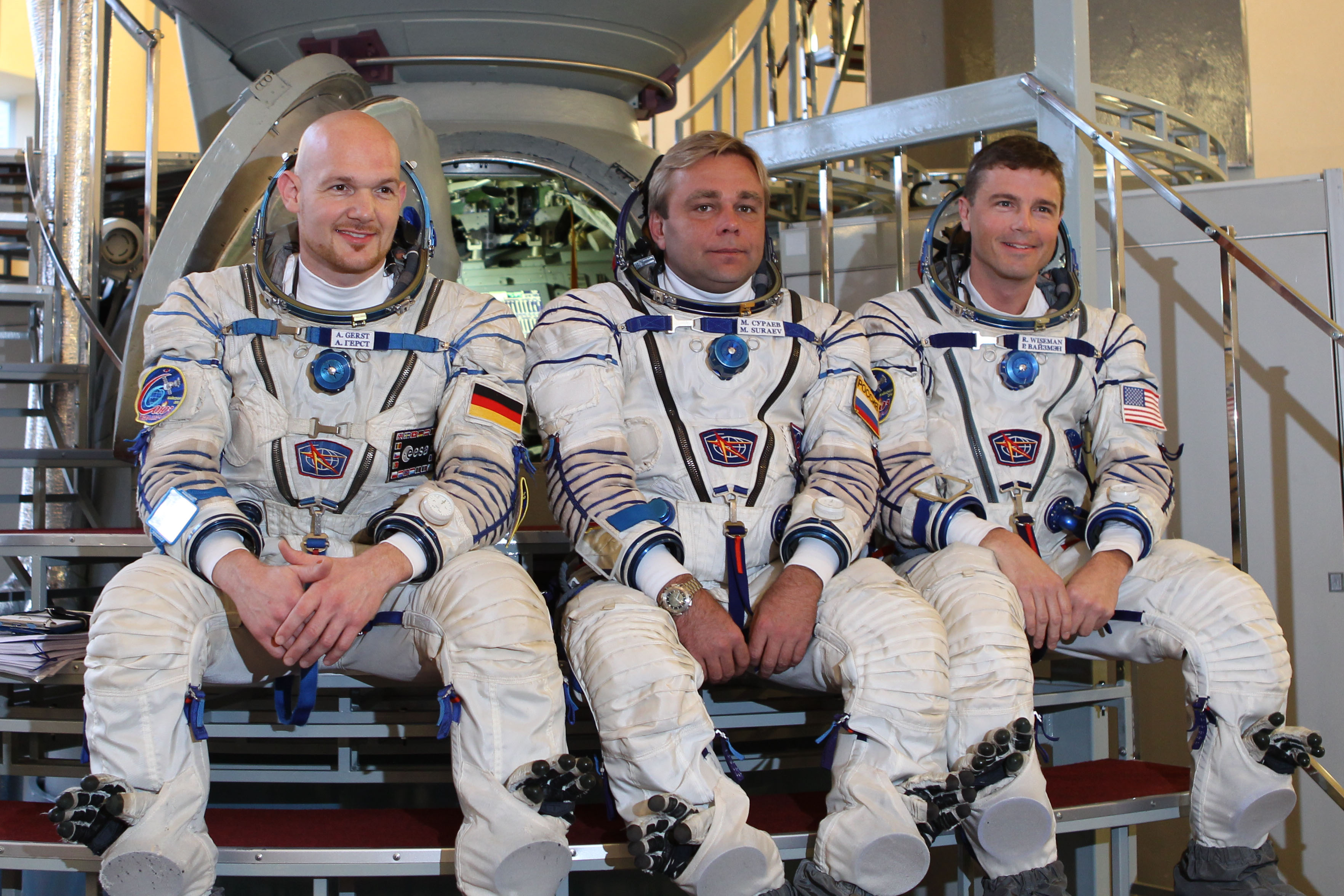
Дублюючий екіпаж
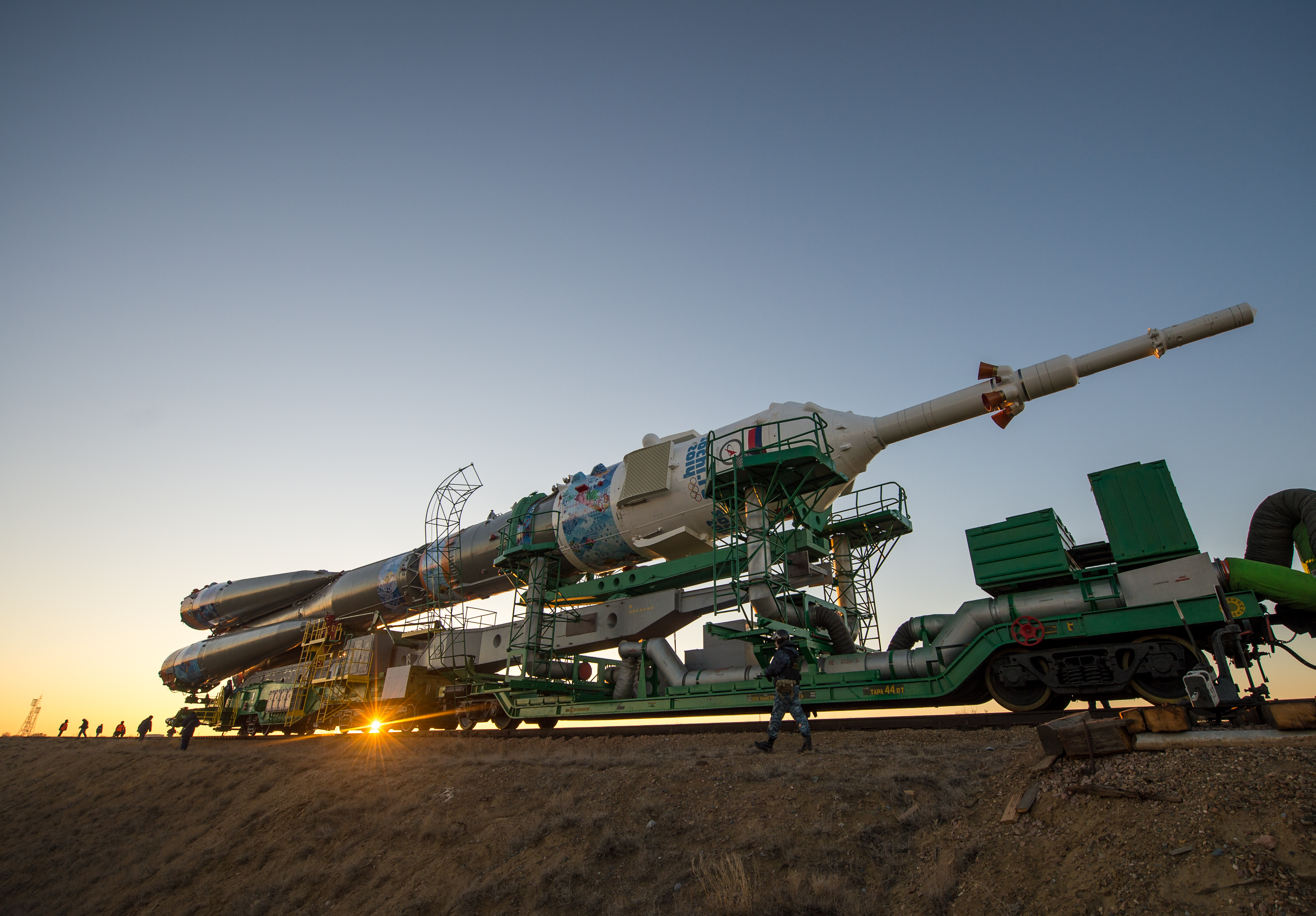
Вивіз РКН «Союз-ФГ» з ТПК «Союз ТМА-11М» 5 листопада 2013
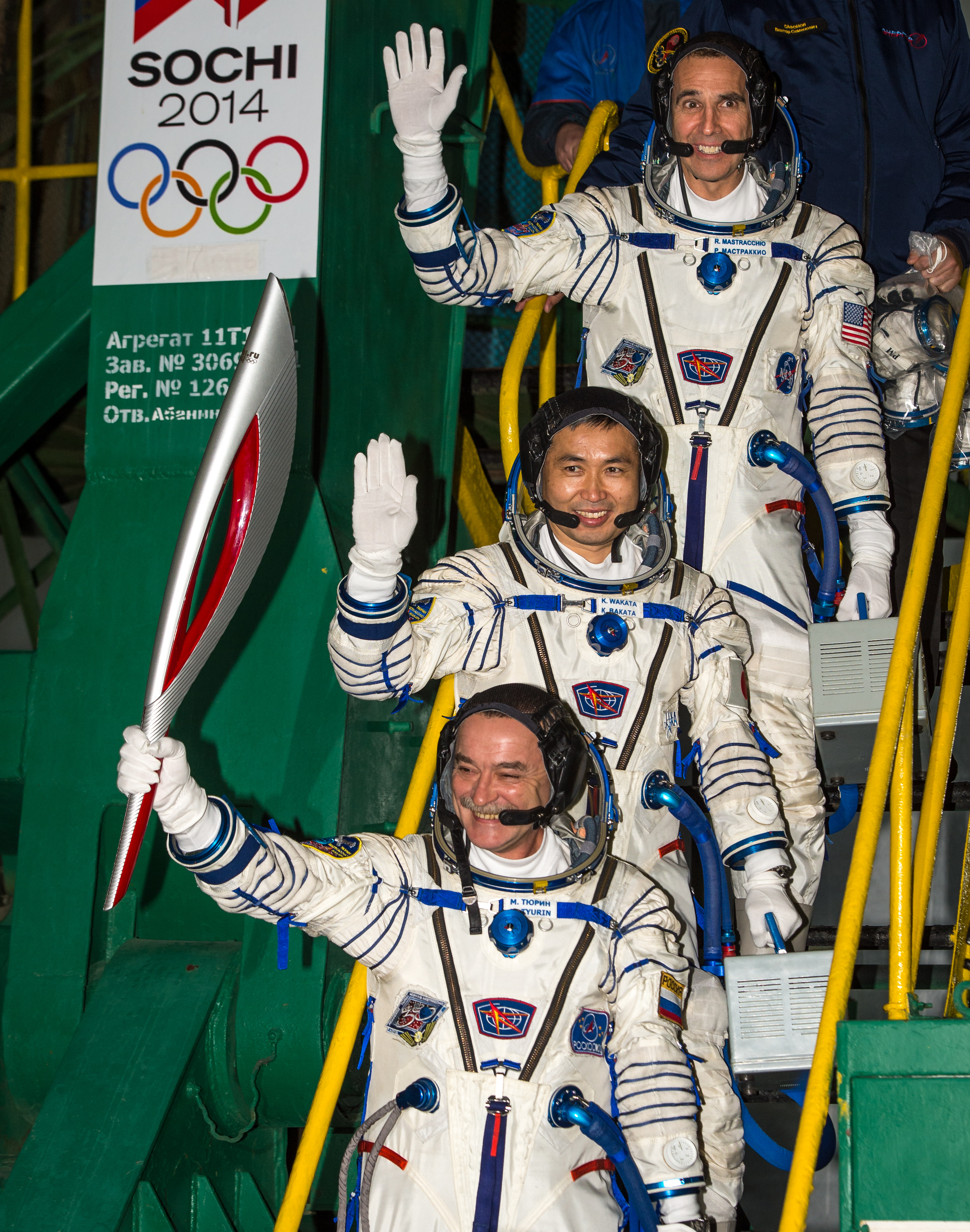
Екіпаж корабля з олімпійським факелом перед стартом
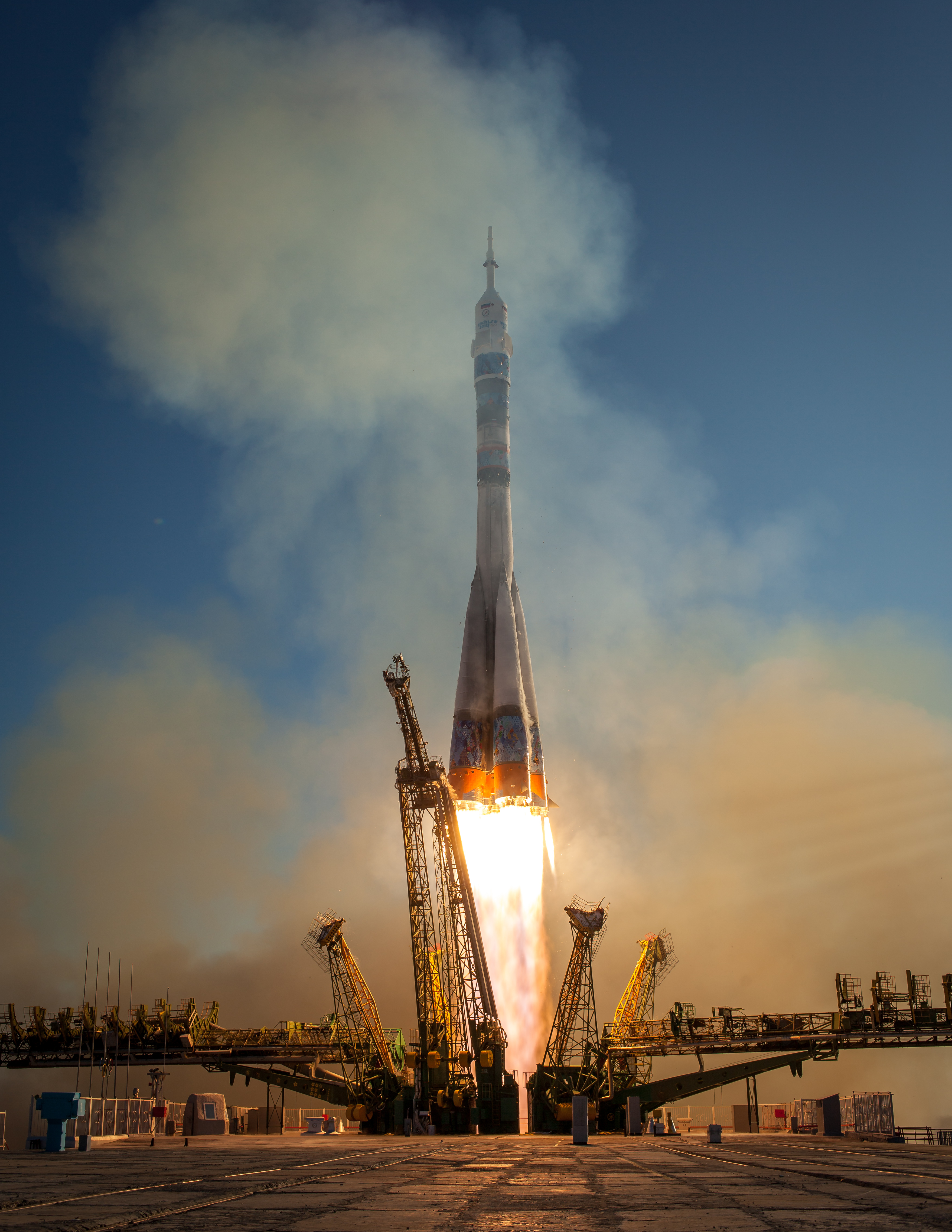
Старт 7 листопада 2013
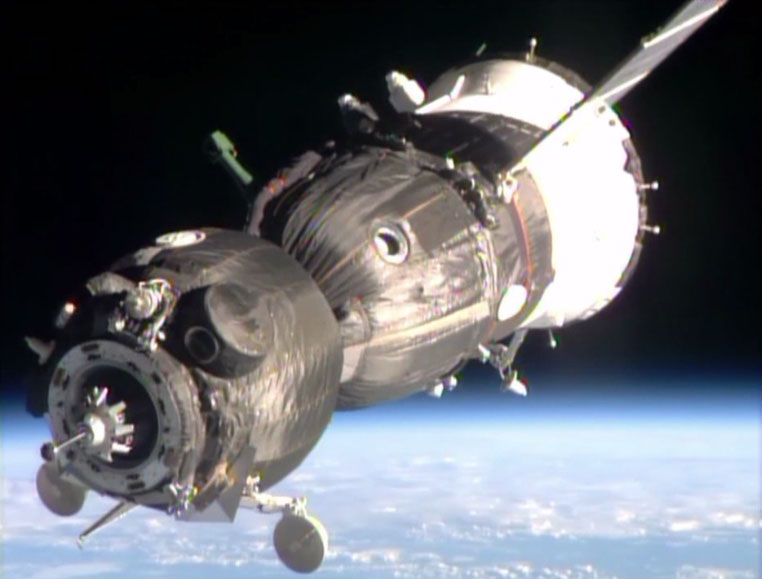
«Союз ТМА-11М» перед стикуванням з МКС